# Dolicheremaeus bengalensis
Dolicheremaeus bengalensis är en kvalsterart som beskrevs av Pranabes Sanyal 1992. Dolicheremaeus bengalensis ingår i släktet Dolicheremaeus och familjen Tetracondylidae. Inga underarter finns listade i Catalogue of Life.